# Luoping

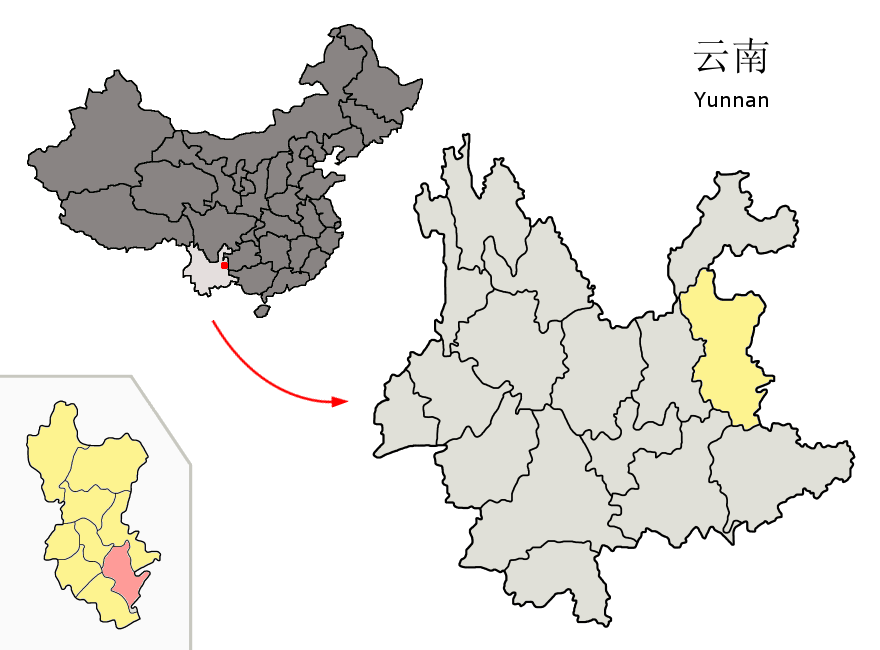
Lage des Kreises Luoping (rosa) in Qujing (gelb)

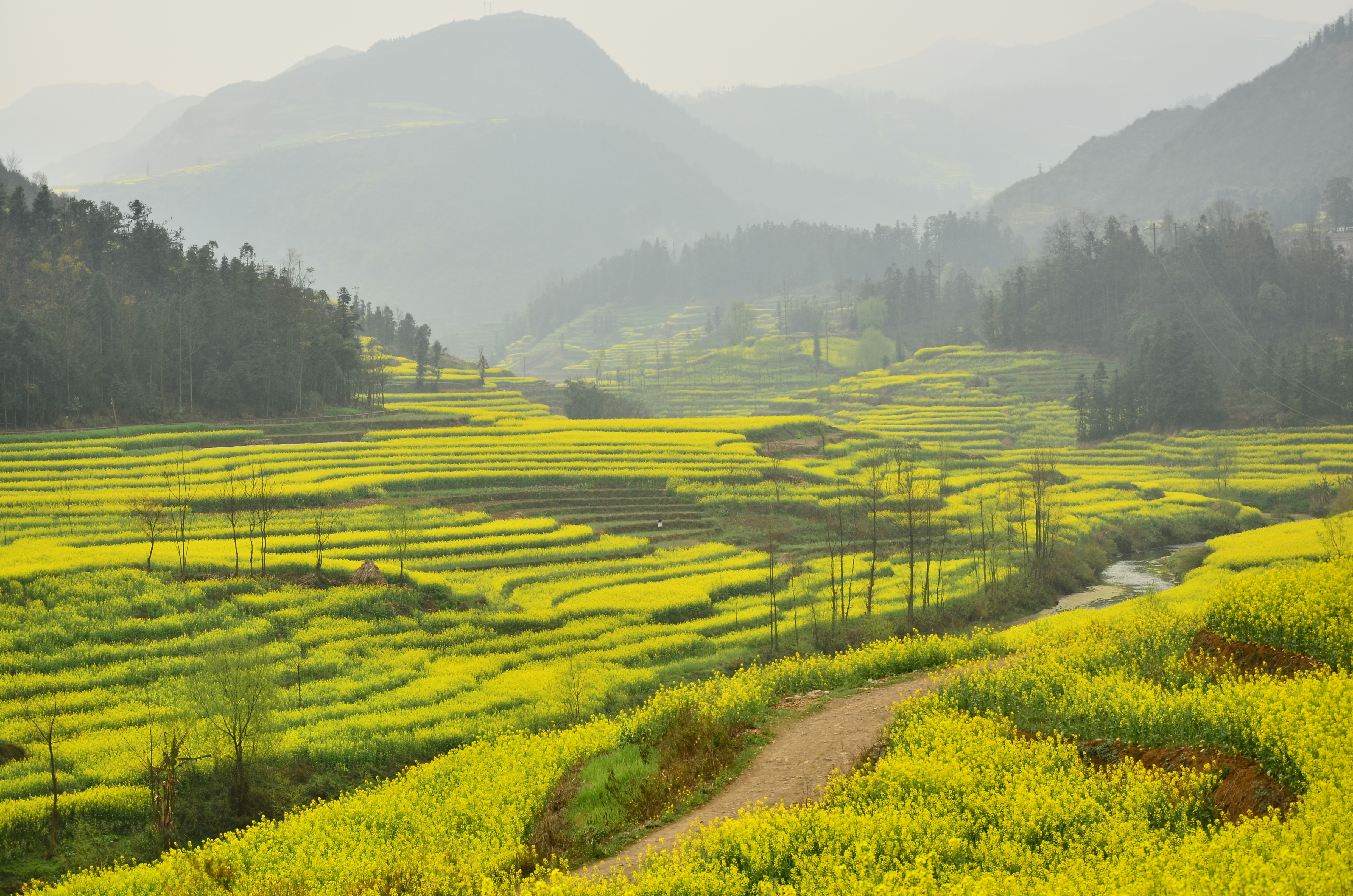
Rapsfelder in Luoping

Der Kreis Luoping (罗平县,  Luópíng Xiàn) ist ein Kreis im Osten der chinesischen Provinz Yunnan. Er gehört zum Verwaltungsgebiet der bezirksfreien Stadt Qujing. Luoping hat eine Fläche von 3.009 Quadratkilometern und zählt 535.565 Einwohner (Stand: Zensus 2020). Sein Hauptort ist die Großgemeinde Luoxiong (罗雄镇).

## Administrative Gliederung
Auf Gemeindeebene setzt sich der Kreis aus sechs Großgemeinden und sechs Gemeinden (davon drei Nationalitätengemeinden) zusammen. Diese sind: 
- Großgemeinde Luoxiong 罗雄镇
- Großgemeinde Banqiao 板桥镇
- Großgemeinde Majie 马街镇
- Großgemeinde Fule 富乐镇
- Großgemeinde Agang 阿岗镇
- Großgemeinde Jiulong 九龙镇

- Gemeinde Dashuijing 大水井乡
- Gemeinde Lubuge der Bouyei und Miao 鲁布革布依族苗族乡
- Gemeinde Jiuwuji der Yi 旧屋基彝族乡
- Gemeinde Zhongshan 钟山乡
- Gemeinde Changdi der Bouyei 长底布依族乡
- Gemeinde Laochang 老厂乡